# Margaretha Sudhof
Margaretha Sudhof (* 15. Mai 1959 in Münster) ist eine deutsche Juristin und politische Beamtin (SPD). Sie war von 2012 bis 2019 Staatssekretärin in der Senatsverwaltung für Finanzen des Landes Berlin, von 2019 bis 2021 Staatssekretärin im Bundesjustizministerium sowie von 2021 bis 2023 im Bundesministerium der Verteidigung.

## Leben
Margaretha Sudhof ist die Tochter des Germanisten und Literaturwissenschaftlers Siegfried Sudhof. Nach ihrem Abitur am Eichwald-Gymnasium in Sulzbach im Taunus (1978) nahm Sudhof ein Studium der Rechtswissenschaften auf, welches sie zwischen 1979 und 1984 in Mannheim und Frankfurt am Main absolvierte. In der Folge war sie wissenschaftliche Angestellte am Institut für Wirtschaftsrecht der Frankfurter Johann Wolfgang Goethe-Universität (1985–1990), promovierte 1989 zur Dr. iur., absolvierte von 1991 bis 1993 ein Rechtsreferendariat, war zwischen 1993 und 1994 erneut als wissenschaftliche Angestellte am Institut für Wirtschaftsrecht in Frankfurt am Main tätig und war von 1994 bis 1997 Richterin am Verwaltungsgericht Frankfurt am Main.
Nach Stellen als Referatsleiterin Recht und Verfassung in der Hessischen Staatskanzlei (1998–1999), Referatsleiterin Verfassung im Bundeskanzleramt (1999–2002) und Unterabteilungsleiterin der Grundsatzabteilung im Bundesministerium des Innern (2002), war Sudhof von 2003 und 2005 als Gruppenleiterin Innen und Recht erneut im Bundeskanzleramt beschäftigt. 2006 übernahm sie den Posten der Vertreterin des Bundesinteresses beim Bundesverwaltungsgericht im Bundesministerium des Innern, wurde 2007 Referentin des Vorsitzenden der SPD-Bundestagsfraktion Peter Struck für die Föderalismusreform II, die Begleitgesetzgebung zum Vertrag von Lissabon (siehe Lissabon-Urteil) und Verfassungsfragen und hatte als Ministerialdirigentin ab 2010 die Funktion der Ständigen Vertreterin des Leiters der Abteilung Krisenmanagement und Bevölkerungsschutz im Bundesministerium des Innern.
Am 1. Februar 2012 wurde Sudhof als Nachfolgerin von Christian Sundermann zur Staatssekretärin in der Senatsverwaltung für Finanzen Berlin unter Senator Ulrich Nußbaum ernannt und war auch unter Senator Matthias Kollatz weiter im Amt. Im Juli 2019 berief die neue Ministerin Christine Lambrecht sie im anstelle von Christiane Wirtz zur Staatssekretärin im Bundesministerium der Justiz und für Verbraucherschutz. Mit dem Wechsel von Christine Lambrecht an die Spitze des Bundesministeriums der Verteidigung wechselte auch Sudhof im Dezember 2021 in dieses Ressort und wurde Nachfolgerin von Gerd Hoofe. Ihr Aufgabengebiet als beamtete Staatssekretärin umfasste die Abteilungen Haushalt/Controlling, Recht, Personal und Infrastruktur, Umweltschutz und Dienstleistungen. Am 17. März 2023 wurde sie in den einstweiligen Ruhestand versetzt. Ihr folgte Nils Hilmer nach.
Vom Juli 2024 bis April 2025 war Sudhof von Bundesminister Lauterbach als Sonderbeauftragte eingesetzt, um einen Bericht über die Vorgänge um die sogenannte Maskenaffäre im Bundesgesundheitsministerium unter dem vormaligen Bundesminister Spahn zu erarbeiten.

## Schriften
- Dreieckige Rechtsverhältnisse im Wirtschaftsverwaltungsrecht – am Beispiel von Konkurrentenklagen. Peter Lang, Frankfurt am Main 1989, ISBN 978-3-631-42139-0.
- mit Christian Kastrop, Gisela Meister-Scheufelen, Peter Struck und Günther H. Oettinger: Die neuen Schuldenregeln im Grundgesetz. Zur Fortentwicklung der bundesstaatlichen Finanzbeziehungen. Berliner Wissenschafts-Verlag, Berlin 2010, ISBN 978-3-8305-1780-1.